# Marcas viales

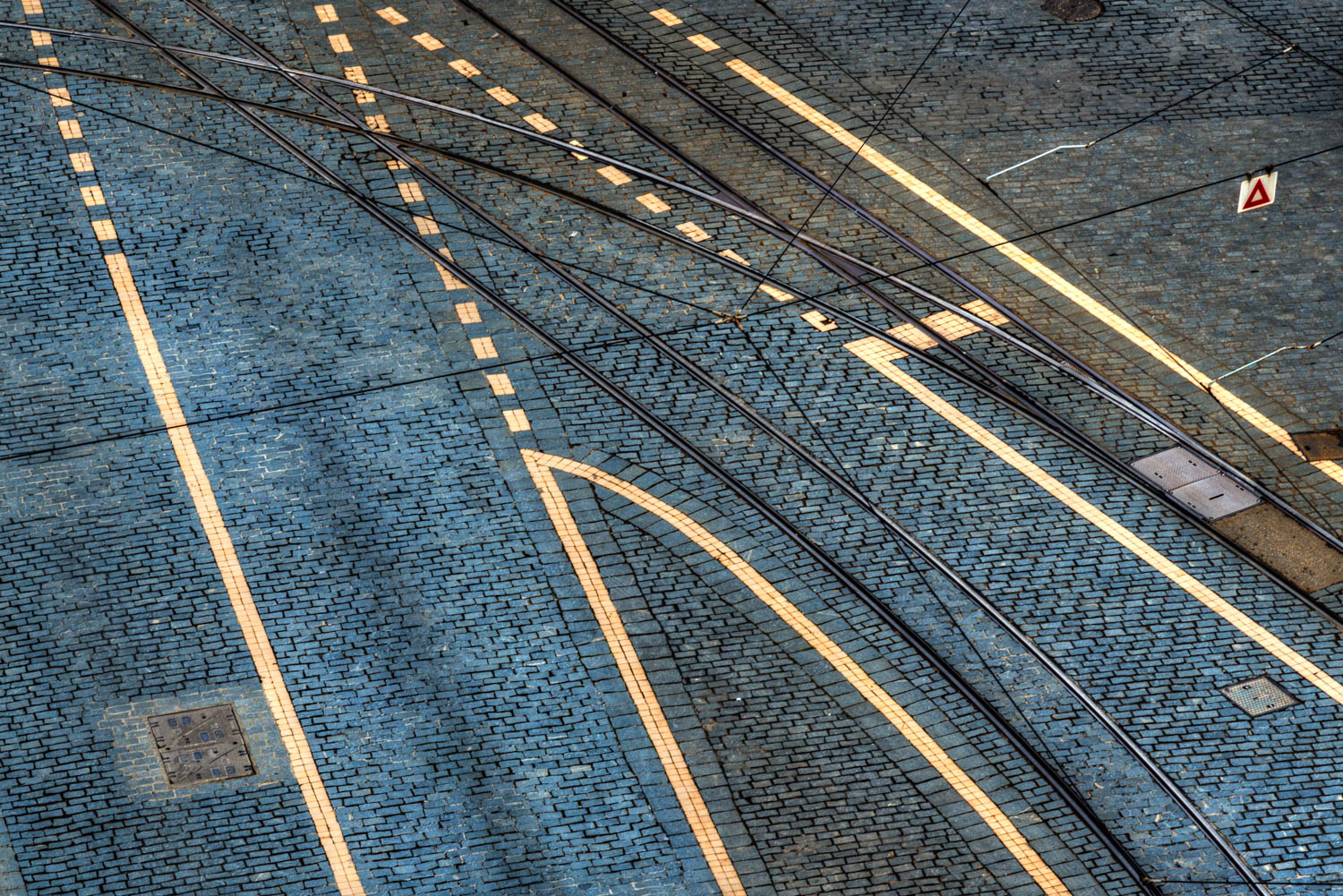
Marcas viales aprovechando los adoquines, en Lisboa (Portugal)

Las marcas viales (también marcas sobre el pavimento) tienen por objeto regular la circulación y advertir o guiar a los usuarios de la vía, y pueden emplearse solas o con otros medios de señalización, a fin de reforzar o precisar sus indicaciones.

## Funciones
Tienen alguna de las funciones siguientes:
- Delimitar carriles de circulación.
- Reforzar o precisar las indicaciones de otras señales.
- Repetir o recordar una señal vertical.
- Advertir, guiar y orientar a los conductores y demás usuarios de la vía, dándoles información e indicaciones útiles.
- Delimitar las zonas excluidas al tráfico, las reservadas a la circulación de determinados vehículos o a estacionamiento.
- Permitir un mejor aprovechamiento de la calzada disponible y favorecer en los conductores la disciplina de carril.
- Mejorar la seguridad, fluidez, comodidad y eficacia de la circulación.

## Clasificación
La señalización horizontal (marcas viales) se clasifica, según su forma, en:
- Líneas longitudinales: Se emplean para delimitar pistas y calzadas; para indicar zonas con y sin prohibición de adelantar; zonas con prohibición de estacionar; y, para delimitar pistas de uso exclusivo de determinados tipos de vehículos. Las líneas continuas no pueden ser traspasadas por los vehículos. Suelen complementarse con tachas que pueden ser rojas, amarillas o blancas. Las de color rojo se asocian a líneas continuas que no deben ser traspasadas.
- Líneas transversales: Se emplean fundamentalmente en cruces, sean estos semaforizados o priorizados con una señal ("CEDA EL PASO" o "PARE"/"ALTO"), para indicar el lugar antes del cual los vehículos deben detenerse y para demarcar sendas destinadas al cruce de peatones o de bicicletas.

### Símbolos y flechas
Se emplean tanto para guiar y advertir al usuario como para regular la circulación. Se clasifican,en flechas, líneas y otros símbolos.

### Otras demarcaciones
Existen además otras marcas viales, tales como: acharados, demarcación de tránsito divergente y convergente, demarcación
de aproximación a obstáculos, de no bloquear cruce, de vía segregada de buses, de parada de buses, de estacionamiento,
pista prioritaria vehículos de emergencia, etc.
Las marcas en el suelo también se utilizan para señalizar rutas internas en plantas de producción y almacenes para aumentar la seguridad laboral.

#### En Chile
Las señales usadas en Chile pueden consultarse en el Anexo:Señales de tráfico en Chile. Chile sigue la Convención de Viena sobre señales de tránsito.[cita requerida]